# Pascal Schembri
Pascal Schembri (Realmonte, 18 novembre 1944) è uno scrittore italiano naturalizzato francese.

## Biografia
Nato nella provincia di Agrigento e residente a Parigi, Pascal (al secolo Pasquale) Schembri ha prodotto un catalogo molto prolifico, pubblicato presso differenti case editrici tra Francia e Italia. Le prime opere letterarie sono state pubblicate sotto pseudonimo e dal 2008 con Il miracolo di San Calogero comincia a firmare col proprio nome.
Per molte delle sue pubblicazioni letterarie si è avvalso della collaborazione dell'amico cantautore e scrittore Marco Ongaro, con il quale condivide progetti editoriali dal 2001.

## Pubblicazioni
- 2002 La storia di… Pascal S. (Ed.Scorpion e Sibyle Paris)
- 2006 Pourquoi les hommes frappent les femmes. Aldo Rocco. (Ed. Alban, Paris)
- 2007 GHB – La drogue du viol. Aldo Rocco. (Ed. Alban, Paris)
- 2007 Les XII Apotres du Mairais. Paolo Moro. (Ed. Alban, Paris)
- 2007 Perché gli uomini picchiano le donne. Aldo Rocco. (Ed. Sovera, Roma)
- 2007 Femmes battues se rebellent. Aldo Rocco. (Ed. Alban, Paris)
- 2007 I delitti dell'Arcigay? Sybille De Rivière. (Graus Editore, Napoli)
- 2008 Donne picchiate si ribellano. Aldo Rocco. (Ed. Sovera, Roma)
- 2008 La zoccola del Parlamento. Paolo Moro. (Editing Edizioni, Treviso).
- 2008 Il miracolo di san Calogero. Pascal Schembri. (Armando Siciliano Editore, Messina)
- 2009 L'œil du vieux chêne. Pascal Schembri. (Edition Publibook, Paris)
- 2009 Amnesia d'amore – Un altro Faust. Pascal Schembri. (Genesi Editore, Torino)
- 2009 Macelleria siciliana. Pascal Schembri. (Nuova Ipsa Editore, Palermo)
- 2010 Amnesia d'amore – L'ombra del passato Pascal Schembri. (Genesi Editore, Torino)
- 2010 Essere Françoise Sagan. Pascal Schembri. (Anordest Edizioni, Treviso)
- 2010 Un marziano in Italia – Vita di Ennio Flaiano. Pascal Schembri. (Anordest Edizioni, Treviso)
- 2010 Amnésie d'amour – Un autre Faust. Pascal Schembri. (Broca, Paris)
- 2010 Fiesta all'italiana. Pascal Schembri. (Nuova Ipsa Editore, Palermo)
- 2011 Kennedy e Berlusconi, lo stesso destino? Pascal Schembri. (Nuova Ipsa Editore, Palermo)
- 2011 Cronaca di una beffa editoriale. Pascal Schembri. (Genesi Editore, Torino)
- 2011 Marilyn Monroe – Ritratto di un'icona. Pascal Schembri (Edizioni Sabinae, Roma)
- 2012 Amnésie d'amour – L'ombre du passé. Pascal Schembri. (Broca, Paris)
- 2012 Venere in burqa. Pascal Schembri. (Nuova Ipsa Editore, Palermo)
- 2013 Crepuscolo nel sole – Dalla preistoria della Sicilia a Realmonte. Pascal Schembri. (ALS Dina Editions, Paris)
- 2013 Mario Monicelli – La morte e la commedia. Pascal Schembri. (Curcio Editore, Roma)
- 2014 A cosa serve l'amore – Il talento filosofale di Edith Piaf. Pascal Schembri (Zona Editrice, Roma)
- 2014 Traiettoria di una stella rissosa. Pascal Schembri. (Graus Editore, Napoli)
- 2014 Féminicide - Comment y échapper. Pascal Schembri. (ALS Dina Editions, Paris)
- 2014 Femminicidio – Loro si sono salvate. Pascal Schembri. (ALS Dina Editions, Paris)
- 2015 Il Burraco delle signore grigioverde. Pascal Schembri. (Pegasus Edition, Cattolica Rimini)
- 2015 Tre metri sopra il muro - R & J Jerusalem. Simona Mancuso. (ALS Dina Editions, Paris)
- 2016 Io sono più forte. Simona Mancuso e Pascal Schembri. (Graus Editore, Napoli)
- 2016 Marcello Mastroianni. Lo spessore della trasparenza. Pascal Schembri. (Edizioni Sabinae, Roma)
- 2017 L'ultima stagione. Pascal Schembri. (Timìa Ed., Roma)
- 2017 Kurt Vonnegut Jr - Una biografia chimica. Pascal Schembri. (Odoya Ed., Bologna)
- 2018 Jean Cocteau - La squisitezza del mondo. Pascal Schembri. (Odoya Ed., Bologna)
- 2018 Uomini in gonnella. Pascal Schembri. (Nuova Ipsa Editore, Palermo)
- 2019 Una spia nella casa dell'autore. Pascal Schembri. (Meridiano Zero Ed., Bologna)
- 2019 L'arma del potere - Perversioni e corruzione al Parlamento. Pascal Schembri. (Armando Curcio Editore, Roma)
- 2019 Chi sono io tra loro. Pascal Schembri. (Genesi Editore, Torino)
- 2019 Bellezza e carriera. Pascal Schembri. (NeP Edizioni, Roma)
- 2019 Sentirsi Ombra. Pascal Schembri (SaladinoEditore, Palermo)
- 2020 Turismo sessuale per signora. Pascal Schembri. (Youcanprint, Lecce)
- 2020 La libertà non è di questo mondo. Pascal Schembri. (Armando Curcio Editore, Roma)
- 2020 Mistero a Aix-les-Bains - L'ultima avventura di Gustavo Rol. Pascal Schembri. (Reverdito Editore, Trento)
- 2020 L’arme du pouvoir. Pascal Schembri (A L S Editore, Paris)
- 2021 L'odissea di un cardinale. Pascal Schembri. (Temperatura Edizioni, Roma)
- 2021 Disavventure di un ipocondriaco seriale. Pascal Schembri (Armando Curcio Editore, Roma)
- 2021 Sconosciuti a se stessi - Storie di disturbi bipolari. Pascal Schembri. (Temperatura Edizioni, Roma)
- 2021 Gli occhi della quercia. Pascal Schembri. (Bertoni Editore, Perugia)
- 2022 Parigi - I XII Apostoli del Marais. Pascal Schembri. (Armando Curcio Editore, Roma)
- 2022 Il tango degli affetti. Pascal Schembri. (Temperatura Edizioni, Roma)
- 2022 Memoria e Vanità. Pascal Schembri. (Schepa Edizioni, Roma)
- 2023 Giù la maschera. Pascal Schembri. (Temperatura Edizioni, Roma)
- 2023 Audrey Hepburn - La fiaba del tulipano bianco. Pascal Schembri. (I libri di Emil, Città di Castello, PG)
- 2024 Il vero amore di Marilyn Monroe - Nostra Signora di Los Angeles. Pascal Schembri. (IIl Filo di Arianna, La Spezia)

## Riconoscimenti
- 2014 Premio Telamone della Città dei Templi di Agrigento [4] per l'impegno sociale
- 2015 Premio della Critica Associazione Pegasus di Cattolica [5] per Femminicidio - Loro si sono salvate
- 2015 Premio Internazionale "Pergamene Pirandello"
- 2016 Premio Letterario Antonio Buttitta per Femminicidio - Loro si sono salvate
- 2018 Favara (AG) 5 agosto 2018 Fondazione Italiani in Europa. Targa delle eccellenze italiane che si sono distinte in Europa
- 2020 Grotte (AG) 29 gennaio 2020 "Premio per la sua rilevante attività letteraria” Sindaco Alfonso Providenza
- 2022 Premio Letterario Menotti Art Festival della Cittadina di Spoleto, organizzato dal Professor e Critico Letterario Luca Filipponi
- 2022 Premio Leonardo da Vinci a Parigi, presso il Salone Porpora del Palazzo del Lussemburgo, sede del Senato francese, per Gli occhi della quercia